# ماري هاميلتون فراي
ماري هاميلتون فراي (بالإنجليزية: Mary Hamilton Frye)‏ هي رسامة توضيحية أمريكية، ولدت في 18 أبريل 1890 في سالم في الولايات المتحدة، وتوفيت في 18 مايو 1951 في بروكلين في الولايات المتحدة بسبب سرطان الثدي.